# Ulvøya (Oslo)

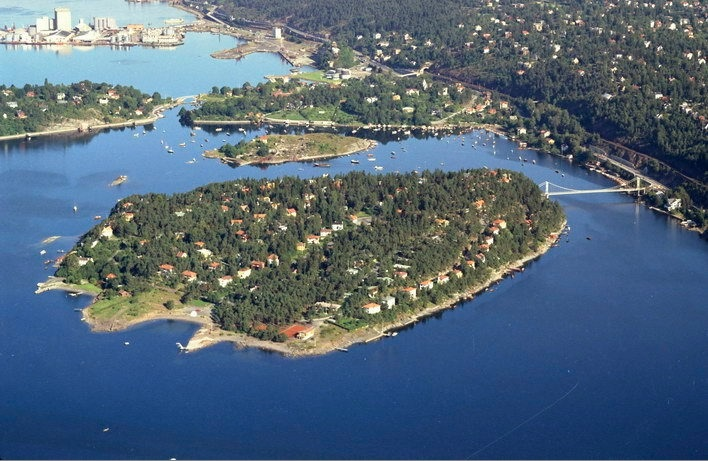
flygfoto av Ulvøya

Ulvøya är en norsk ö som ligger innerst i Oslofjorden (Bunnefjorden), bara åtta kilometer från Rådhusplassen i Oslo. Ulvøya är sedan 1928 förbunden med fastlandet med en smal bro. Ön är en känd badplats på sommaren.